# لوروا هالي
لوروا هالي (بالإنجليزية: Leroy Haley)‏ (27 ديسمبر 1954 بلاس فيغاس في الولايات المتحدة - 1 نوفمبر 2018) هو ملاكم أمريكي، صنّف ضمن فئة وزن خفيف الوسط ‏.

## إحصائيات
خاض خلال مسيرته 58 نزالا، فاز في 49 تعادل في 2 . فاز بالضربة القاضية في 15 نزالا.

## روابط خارجية
- لوروا هالي على موقع بوكس ريك (الإنجليزية) (registration required)